# Attaphol Buspakom
Attaphol Buspakom  (en thaï: อรรถพล ปุษปาคม), né le 1er octobre 1962 à Sattahip et mort le 16 avril 2015 à Bangkok, est un joueur, puis un entraîneur thaïlandais de football, surnommé Tak (แต๊ก).

## Biographie

### Carrière de joueur
Il joue 85 matchs avec l'équipe de Thaïlande de football entre 1985 et 1998, dont deux matchs de qualification pour la Coupe du monde de 1990 et trois pour la Coupe du monde de 1994. Il marque 13 buts pendant sa carrière internationale.

## Clubs

### Joueur
- 1985–1989 : Thai Port FC  Thaïlande
- 1989–1991 : Pahang FA  Malaisie
- 1991–1994 : Thai Port FC  Thaïlande
- 1994–1996 : Pahang FA  Malaisie
- 1996–1998 : Stock Exchange of Thailand  Thaïlande

### Entraîneur
- 2002–2004 : BEC Tero Sasana  Thaïlande
- 2006 : Geylang United  Singapour
- 2007–2008 : Krung Thai Bank FC  Thaïlande
- 2009 : TTM Samut Sakhon  Thaïlande
- 2009 : Muangthong United  Thaïlande
- 2010–2013 : Buriram United  Thaïlande
- 2013–2014 : Bangkok Glass  Thaïlande
- 2014–2015 : Police United  Thaïlande

## Palmarès

### Joueur
- Champion de Thaïlande en 1985 avec Thai Port
- Champion de Malaisie en 1995 avec Pahang FA

### Entraîneur
- Champion de Thaïlande en 2009 et 2011 avec Buriram United
- Finaliste de la Ligue des champions de l'AFC en 2003 avec le Tero Sasana